# Poppentiner See
Der Poppentiner See ist ein See westlich von Kirch Poppentin, einem Ortsteil von Göhren-Lebbin im Landkreis Mecklenburgische Seenplatte in Mecklenburg-Vorpommern. Das Gewässer hat eine Größe von 5,7 Hektar und liegt auf 77,5 m ü. NHN. Die maximale Ausdehnung des Sees beträgt 400 Meter mal 190 Meter. Der See hat weder Zuflüsse noch einen Abfluss und liegt am östlichen Rand eines Sumpfes, der vom Poppentiner Graben zum Fleesensee entwässert wird. Richtung Kirch Poppentin grenzen Wiesen an den See. Dort verläuft auch der Radrundweg Eiszeitroute Mecklenburgische Seenplatte am Poppentiner See vorbei.